# Chudniv (huyện)
Huyện Chudniv (tiếng Ukraina: Чуднівський район, chuyển tự: Chudnivs’kyi raion) là một huyện của tỉnh Zhytomyr thuộc Ukraina. Huyện Chudniv có diện tích 1037 km², dân số theo điều tra dân số ngày 5 tháng 12 năm 2001 là 42955 người với mật độ 41 người/km2. Trung tâm huyện nằm ở Chudniv.